# Samuel J. Tilden
Samuel Jones Tilden (ur. 9 lutego 1814 w New Lebanon, zm. 4 sierpnia 1886 w Greystone) – amerykański prawnik i polityk, gubernator Nowego Jorku w latach 1875–1876, kandydat Partii Demokratycznej w wyborach prezydenckich w 1876.
Wygrał wybory powszechne, ostatecznie jednak zdobył mniej głosów elektorskich niż Rutherford Hayes, który został 19 prezydentem Stanów Zjednoczonych.